# Військова місія зв'язку НАТО в Москві
Військова місія зв'язку НАТО в Москві — військова місія зв'язку НАТО в Москві, Росія. Створена наприкінці травня 2002 року. Самостійний підрозділ Міжнародного військового штабу НАТО в Москві. Діє під егідою посольства Бельгії і наділена відповідними дипломатичними привілеями. Сприяє розширенню діалогу Росія-НАТО шляхом забезпечення зв'язку з питань взаємодії між Військовим комітетом НАТО в Брюсселі та Міністерством оборони Росії. Місія зв'язку налічує 13 штатних співробітників, включаючи одну цивільну особу. Очолює Місію генерал-майор СВ Угорщини Ласло Макк.

## Повноваження
Військова місія зв'язку покликана сприяти діалогу та співпраці Росія-НАТО шляхом:
- забезпечення зв'язку взаємодії між Міноборони Росії з питань, що належать до програм Ради Росія-НАТО і робочим планам військового співробітництва РРН,
- надання допомоги Інформаційному бюро НАТО в Москві в роз'ясненні політики Альянсу перед громадськістю Росії та інших країн
- надання допомоги у виконанні всіх рішень СРН.

## Робота
Основним підрозділом Міністерства оборони, з яким взаємодіє Військова місія зв'язку, є його Міжнародно-договірне управління.
Крім того, Місія підтримує регулярні контакти з Управлінням зовнішніх зносин Міноборони в роботі по організації візитів високопоставлених осіб, Головним оперативним управлінням Генерального штабу ЗС РФ — за програмами зміцнення оперативної сумісності та Головним штабом ВМФ Росії — з питань військово-морського співробітництва.
Місія здійснює взаємодію з питань, що належать до програм Ради Росія-НАТО і робочим планам військового співробітництва СРН.
У числі цих питань:
- Боротьба проти тероризму
- Врегулювання криз
- Нерозповсюдження
- Контроль над озброєннями і заходи по зміцненню довіри
- Протиракетна оборона театру військових дій
- Пошук і рятування на морі
- Військова співпраця і оборонна реформа
- Цивільне надзвичайне планування
- Ініціатива про використання повітряного простору
- Нові загрози та виклики